# Озёрки (озеро, Городокский район)
Озёрки или Озерок (бел. Азёркі, Азяро́к, Азяркі́) — озеро в Городокском районе Витебской области Белоруссии. Относится к бассейну реки Овсянка.

## Описание
Озеро Озёрки располагается в 40 км к северо-востоку от города Городок, в 5 км к востоку от озера Тиосто.
Площадь зеркала составляет 0,28 км², длина — 1,3 км, наибольшая ширина — 0,32 км. Длина береговой линии — 3,36 км. Наибольшая глубина — 8 м, средняя — 3 м. Объём воды в озере — 0,84 млн м³. Площадь водосбора — 4,1 км².
Котловина лощинного типа, серповидной формы, вытянутая с севера на юго-запад. Склоны котловины преимущественно невыраженные. Южный и юго-восточный склоны — высотой 8—10 м, пологие, покрытые лесом и кустарником, поверху распаханные. Береговая линия слабоизвилистая. Берега низкие, песчаные и местами торфянистые, поросшие кустарником Северный берег частично заболочен.
Мелководье узкое (в северном заливе — более обширное), сублитораль крутая, профундаль плоская. До глубины 2—2,5 м дно песчаное, глубже глинистое и илистое. Мощность отложений глины в юго-западном плёсе достигает 8 м. Наибольшие глубины отмечены в северо-восточной части водоёма.
Минерализация воды достигает 130 мг/л, прозрачность — 1,1 м. Озеро эвтрофное, слабопроточное. Впадают два ручья (один из них — из озера Ромашково) и мелиорационный канал. Вытекает ручей в Овсянку, ныне канализованный.
Вдоль берегов произрастает узкая полоса надводной растительности от 2 до 8 м шириной. В озере растёт рогульник плавающий — реликтовое растение доледниковой эпохи, занесённое в Красную книгу Республики Беларусь.
В воде обитают лещ, щука, окунь, плотва, густера, карась, линь, налим, ёрш, уклейка.